# Calao des Sulu
Anthracoceros montani
Espèce
Statut de conservation UICN

 CR C2a(i,ii);D : 
En danger critique
Statut CITES
Le Calao des Sulu (Anthracoceros montani) est une espèce d'oiseau de la famille des Bucerotidae, endémique des Philippines.
Elle est endémique des forêts pluviales de l'archipel de Sulu, aux Philippines.
C'est une espèce monotypique (non subdivisée en sous-espèces).